# Phare d'East Point (New Jersey)
Le phare de East Point (en anglais : East Point Light), ou Maurice River Light, est une maison-phare située à Heislerville, New Jersey (en) en baie de la Delaware, à l'embouchure de la Maurice River (en) dans le comté de Cumberland, New Jersey. 
Ce phare est inscrit au Registre national des lieux historiques depuis le 25 août 1995 sous le no 95001047.

## Historique
Le phare a été construit en 1849 et est le deuxième plus ancien du New Jersey, avec seulement le phare de Sandy Hook, qui a été construit en 1764. La lumière a été désactivée en 1941 et a été presque détruite par un incendie en 1971. La lumière a été rétablie par la Garde côtière des États-Unis en 1980. Une première restauration extérieure a été achevée en 1999. Une seconde restauration, des travaux extérieurs et intérieurs, a été achevée en 2017.
Le phare est gravement menacé d'extinction en raison de l'érosion du littoral. Bien que les gouvernements locaux soutiennent régulièrement le périmètre de la propriété, en utilisant des sacs de sable, le phare n'est qu'à 40 mètres du rivage. Il y avait quatre fois plus de plage comme le révèlent les photos aériennes de 1940. La digue de sacs de sable a été reconstruite grâce aux efforts coordonnés des deux Départements du canton de Maurice River et du chemin de comté de Cumberland. Un système de géotubes devrait être installé à l'été 2019 par l'État du New Jersey pour  maintenir la protection du phare jusqu'à ce que des mesures plus durables puissent être prises.
Il a été ajouté au registre national des lieux historiques le 25 août 1995 pour son importance en génie, en histoire maritime et en transport. Il est devenu une partie du Maurice River Lighthouse and East Point Archeological District  le 30 octobre 2015. Le phare est maintenant à la fois un une aide à la navigation active et un musée ouvert au public toute l'année pour des visites et des événements spéciaux tout au long de l'année. Le phare est généralement ouvert le samedi.

## Description
Le phare  est une tour octogonale en brique, avec galerie et lanterne de 12 m de haut, montée sur une maison de gardien de deux étages. La tour est blanche et la lanterne est noire.
Son feu isophase émet, à une hauteur focale de 13 m, une longue lumière blanche durant trois secondes par période de 6 secondes. Sa portée est de 9 milles nautiques (environ 17 km). Il possède aussi un feu à secteurs rouges couvrant les hauts-fonds voisins avec une portée de 7 milles nautiques (environ 13 km).

## Caractéristiques dufeu maritime
Fréquence : 6 secondes (W)
- Lumière : 3 secondes
- Obscurité : 3 secondes

Identifiant : ARLHS : USA-262 ; USCG : 2-1695 ; Admiralty : J1273.6 .

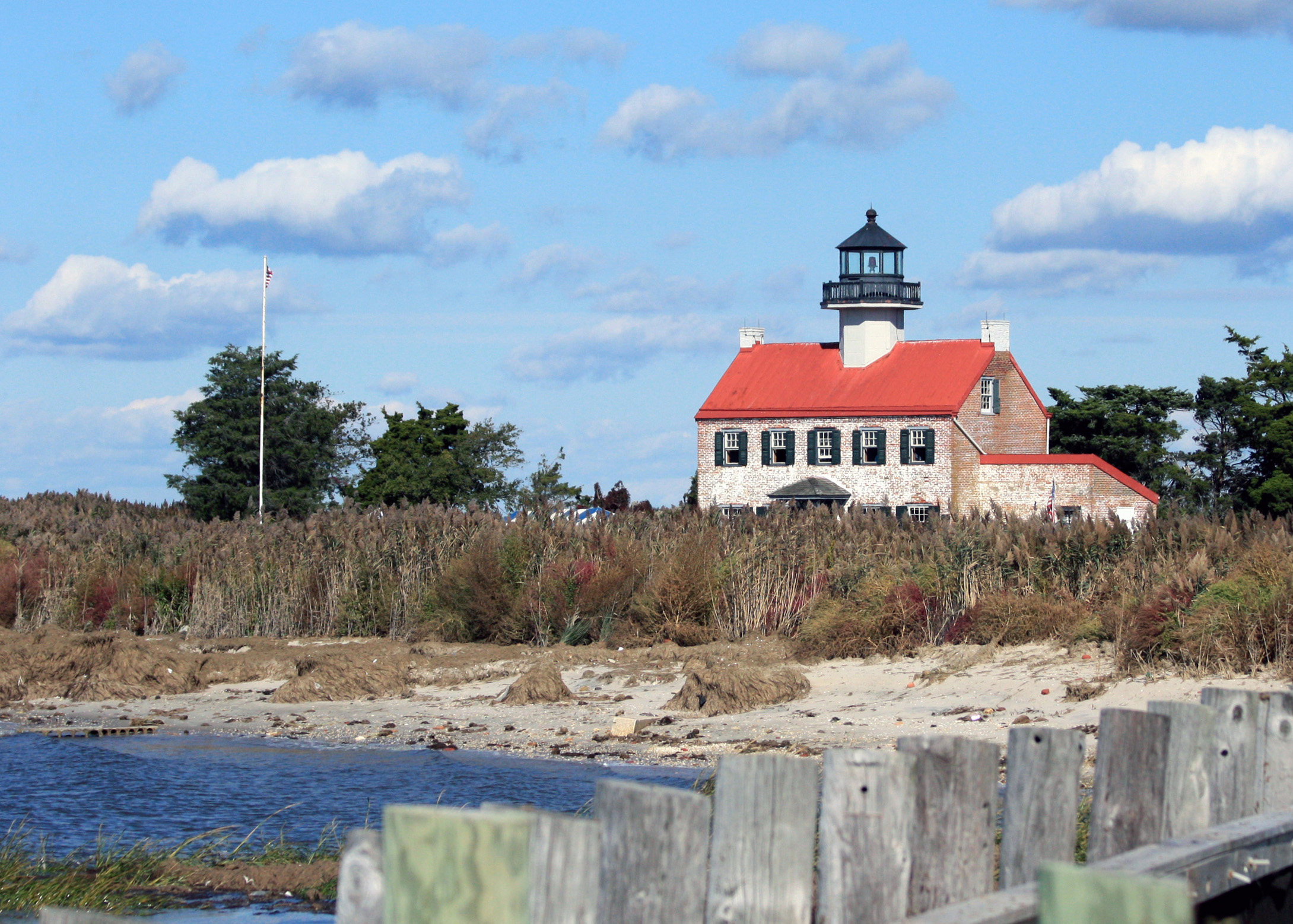
Le phare
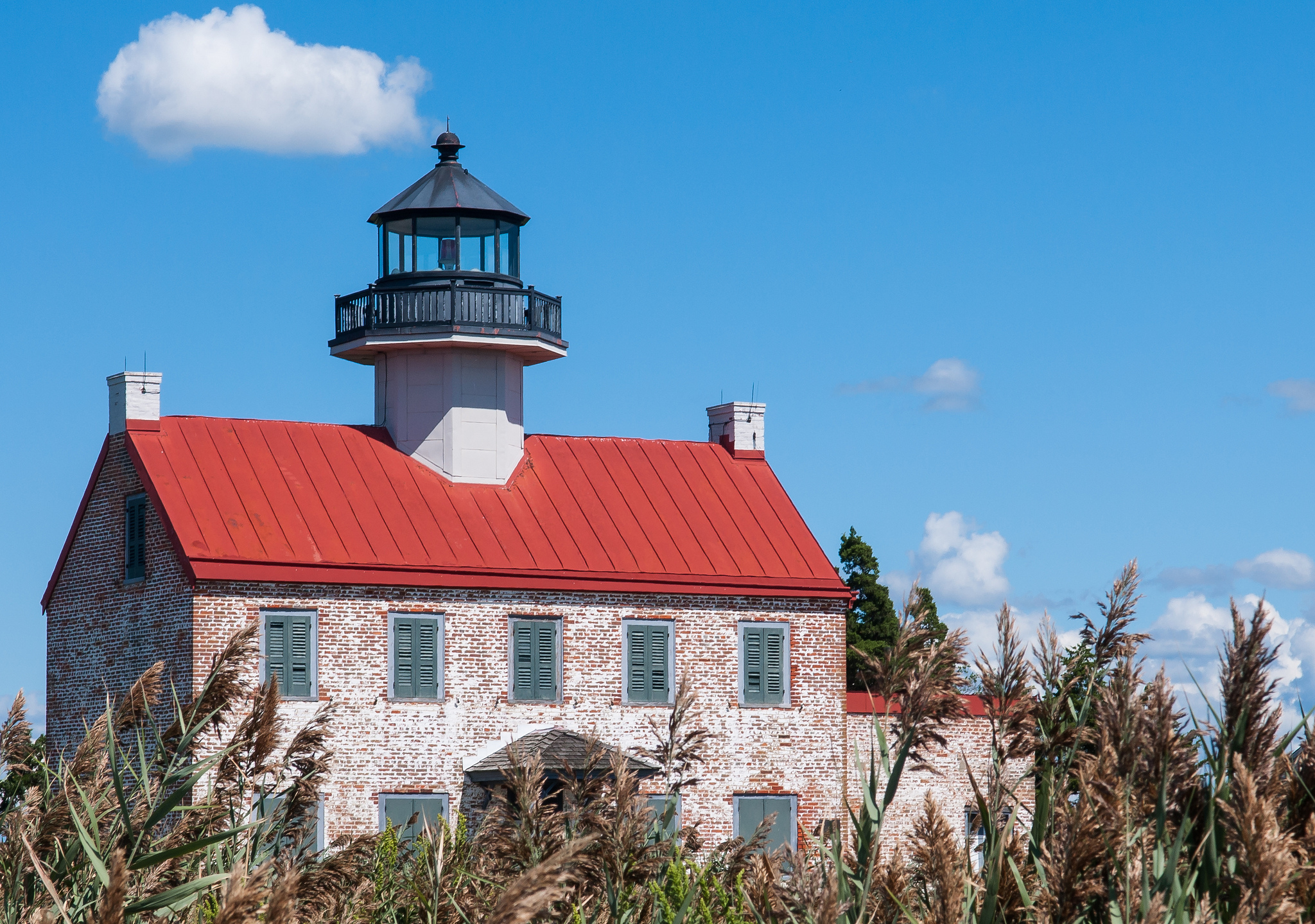
Le phare

### Lien connexe
- Liste des phares du New Jersey